# Стојковић (презиме)
Стојковић је српско презиме, настало од мушког имена Стојко, умањеног од Стојан. Значајни људи са овим презименом су:
- Владимир Стојковић, фудбалски голман, тренутно на позајмици у ФК Партизан
- Данило Бата Стојковић, сценски и филмски глумац
- Денис Стојковић, српски фудбалер
- Драган Стојковић Босанац, хармоникаш
- Драган Стојковић Пикси, пензионисани фудбалер, бивши менаџер Џеј лиге Нагоја Грампус
- Зоран Стојковић, судски судија и политичар, актуелни министар правде Србије
- Миленко Стојковић, водеће личности Првог српског устанка
- Миодраг Стојковић, истраживач генетике
- Ненад Стојковић, дефанзивац који је играо на Светском првенству 1982. за СФР Југославију
- Растко Стојковић, рукометаш, тренутно игра за пољску екипу Виве Тарги Киелце
- Филип Стојковић, фудбалер